# Jörg Etz
Jörg Etz (* 1. Mai 1953 in Mannheim) ist ein ehemaliger deutscher Eishockeyspieler. Er war während seiner Karriere für den Mannheimer ERC als Stürmer aktiv. 

## Karriere
Jörg Etz verbrachte seine gesamte Profilaufbahn in Mannheim. Mit dem Team aus Mannheim wurde er im Jahr 1980 Deutscher Meister unter Trainer Heinz Weisenbach. In der Saison 1979/80 erzielte er als Spieler mit der Trikot-Nummer 7 für die Mannheimer neun Scorerpunkte. Nach der Saison 1982/83 beendete er seine aktive Karriere. Etz hatte in Mannheim seinen eigenen Schlachtruf: „Etz, Etz, Etz, der Puck, der muss ins Netz“.

## Nach der Karriere
Jörg Etz arbeitet heute als Zahnarzt. Sein Sohn Mark Etz ist ebenfalls Eishockeyspieler und bestritt mehrere Spielzeiten in der DEL.